# مارفن جونز (لاعب كرة قدم أمريكية)
مارفن جونز (بالإنجليزية: Marvin Jones)‏ هو لاعب كرة قدم أمريكية أمريكي، ولد في 12 مارس 1990 في فونتانا في الولايات المتحدة.

## وصلات خارجية
- مارفن جونز على موقع مرجع كرة القدم المحترفة.كوم (الإنجليزية)